# 御園站 (北海道)

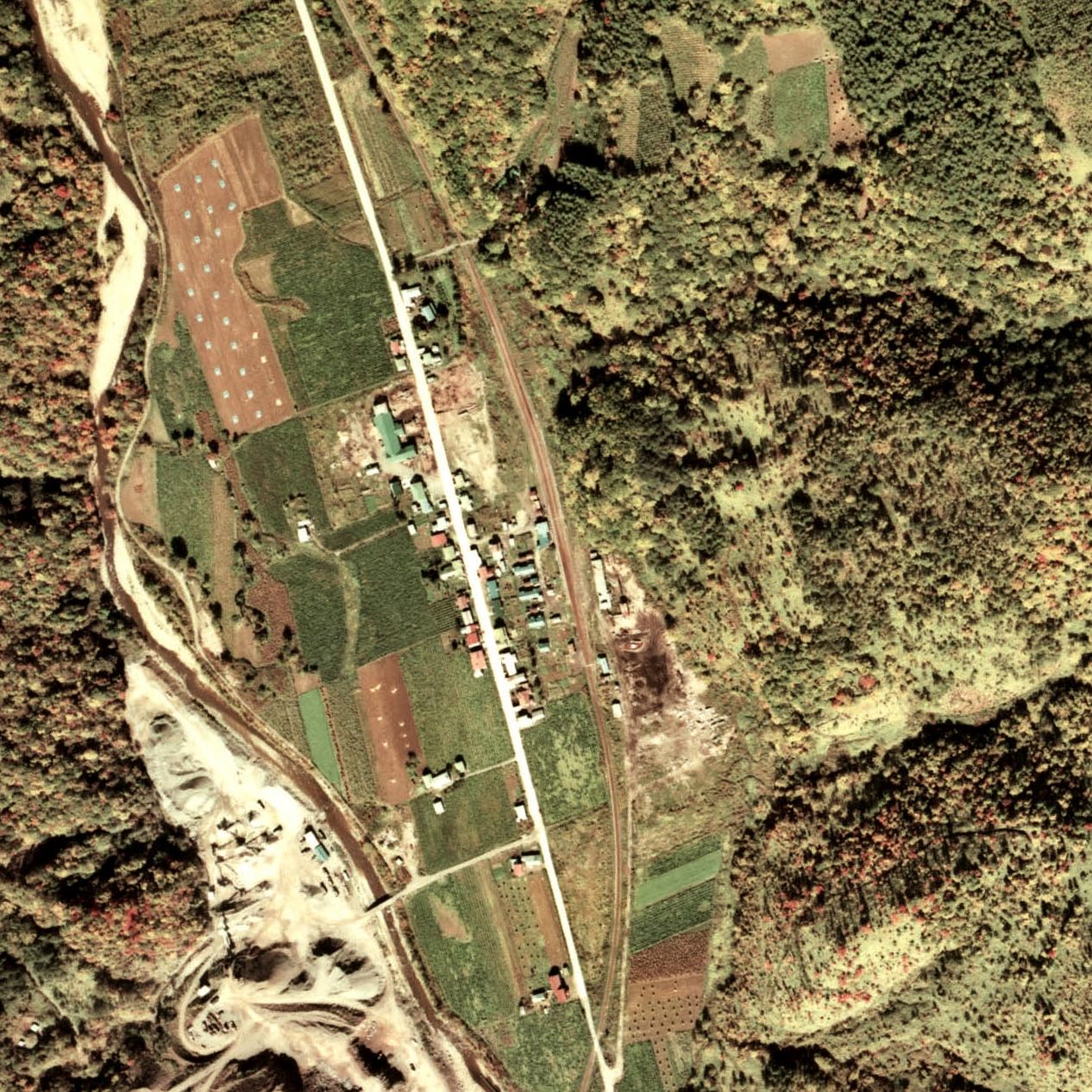
1976年的御園站與方圓約750米範圍。下方是伊達紋別方向。

御園站（日语：／ Shin-Misono eki */?）是位於北海道虻田郡喜茂別町字金山，日本國有鐵道的膽振線車站（廢站）。隨著膽振線廢除，車站在1986年（昭和61年）11月1日廢除。
在1980年（昭和55年）9月前行走的急行「膽振」停靠此站。

## 歷史
- 1941年（昭和16年）10月12日 - 膽振縱貫鐵道德舜瞥站（後來名為新大瀧站）至西喜茂別站（後來名為喜茂別站）之間開通，此站啟用[3]。當時為一般車站[1]。
- 1944年（昭和19年）7月1日 - 膽振縱貫鐵道在戰時被收購，鐵路線國有化。路線名改為膽振線[1]。
- 1974年（昭和49年）8月1日 - 結束處理貨物[1]。
- 1980年（昭和55年）5月15日 - 結束處理行李[1]。同時售票和檢票業務停止，客運業務無人化[4]（簡易委託化）。由於此站還有列車交會設備，因此直至車站廢除日前仍然有職員當值。
- 1986年（昭和61年）11月1日 - 膽振線全線廢除，此站也廢除[2]。

## 車站構造
截至車站廢除前，此站是地面車站，設有2面2線的單式月台。月台呈千鳥式配置，可進行列車交會。靠近車站大樓一方的月台北邊與對面月台南邊之間設有站內平交道連接。車站大樓一方的月台（西邊）是下行1號月台，月台入口部分設有小型上蓋和長椅。對面月台（東邊）是上行2號月台。在1和2號月台靠近伊達紋別和俱知安兩方中線，但是轉轍器已經被撤走。
截至車站廢除前，此站是無人車站。但是站內還有運輸要員當值。車站大樓位於站內西邊，鄰接月台與站內平交道。此站售票業務被其他單位委托（簡易委託）。

## 使用狀況
- 在1981年度（昭和56年度），1日上下車人次為23人[5]。

## 車站周邊
- 北海道道695號清原喜茂別線（日语：北海道道695号清原喜茂別線）[7]
- 尾路遠尻別川[7]

## 現況

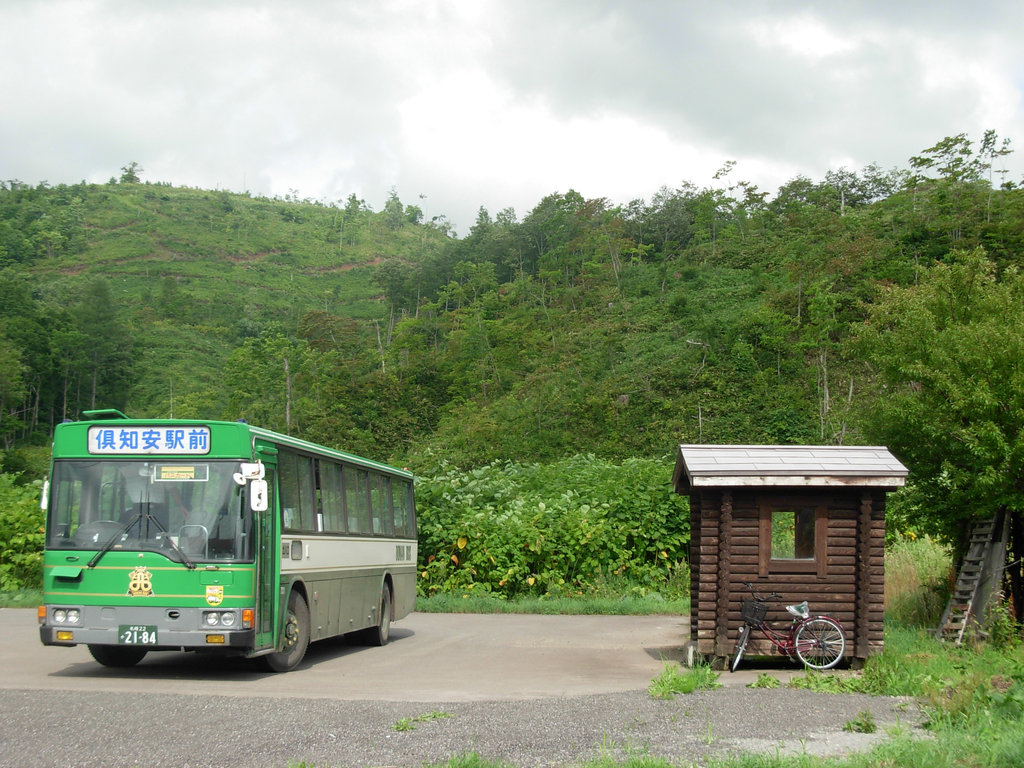
道南巴士「御園」巴士站（2007年8月）

車站遺址變成了道南巴士「御園」巴士站和回轉場（截至2001年(平成13年)和2010年(平成22年)）。但是在2014年（平成26年）10月1日時間表修正後，再沒有道南巴士駛入此巴士站。
在2015年（平成27年）6月1日起，喜茂別町營巴士御園、金山線開始駛入此站遺址。
另外截至2011年（平成23年），此站遺址靠近伊達紋別一方還有「第一尾路園川橋樑」鋼樑橋。

## 相鄰車站
日本國有鐵道
膽振線
新大瀧－御園－北鈴川
曾經新大瀧站至此站之間設有尾路遠臨時乘降場（日语：／）（於1941年（昭和16年）10月12日啟用，廢除日不詳（大約在1985年（昭和60年）末期））。

## 注腳
1. 1 2 3 4 5 6  石野哲（編）. . JTB. 1998: 859. ISBN 978-4-533-02980-6 （日语）.
2. 1 2  . 官報. 1986-10-14 （日语）.
3. ↑   第1版. 札幌市: 日本国有鉄道北海道総局. 1973-03-25: 79. ASIN B000J9RBUY （日语）.
4. ↑  . 交通新聞 (交通協力會). 1980-05-18: 1 （日语）.
5. 1 2 3 4 5 6  書籍《国鉄全線各駅停車1 北海道690駅》（小學館，1983年7月發行）93頁。
6. ↑  書籍《追憶の鉄路 北海道廃止ローカル線写真集》（著：工藤裕之，北海道新聞社，2011年12月發行）283頁。
7. 1 2  書籍《北海道道路地図 改訂版》（地勢堂，1980年3月發行）7頁。
8. ↑  書籍《鉄道廃線跡を歩くVIII》（JTB出版，2001年8月發行）70頁。
9. ↑  書籍《新 鉄道廃線跡を歩く1 北海道・北東北編》（JTB出版，2010年4月發行）154頁。
10. ↑   (PDF). 道南バス.   [2014-09-18]. （原始内容 (PDF)存档于2014年9月18日） （日语）.
11. ↑  . 喜茂別町.   [2017-08-06]. （原始内容存档于2022-03-09） （日语）.
12. ↑  書籍《北海道の鉄道廃線跡》（著：本久公洋，北海道新聞社，2011年9月發行）201頁。
13. ↑  《新 鉄道廃線跡を歩く1 北海道・北東北編》212頁。